# ريتشارد ليرنر
ريتشارد ليرنر (بالإنجليزية: Richard Lerner)‏ (من مواليد 26 أغسطس 1938) هو كيميائي أمريكي وعالم كيمياء حيوية وروائي وأستاذ جامعي وعالم أحياء وعالم أمراض. اشتهر ليرنر بعمله في مجال الأجسام المضادة الحفزية، وعمل رئيسًا لمعهد أبحاث سكريبس (TSRI) حتى 1 يناير 2012، ثم في معهد Skaggs للبيولوجيا الكيميائية، في لاجولا، كاليفورنيا.

## روابط خارجية
- ريتشارد ليرنر على موقع إن إن دي بي (الإنجليزية)